# Serie B 2015 (pallapugno)
La Serie B 2015 è stata la serie cadetta del campionato italiano di pallapugno maschile.

## Squadre partecipanti
Nella stagione 2015 al campionato sono state iscritte 12 squadre.
| Club                                     | Capitano          | Città                                      |
| ---------------------------------------- | ----------------- | ------------------------------------------ |
| Ed Langa Progetta Impianti Alta Langa    | Davide Dutto      | San Benedetto Belbo (CN)                   |
| Bormidese                                | Ivan Orizio       | Bormida (SV)                               |
| Engineering Bubbio                       | Massimo Marcarino | Bubbio (AT)                                |
| Bcc Caraglio Caragliese                  | Enrico Panero     | Caraglio (CN)                              |
| Castagnolese                             | Nicholas Burdizzo | Castagnole delle Lanze (AT)                |
| Ristorante Flipper Sanremo Imperiese     | Mattia Semeria    | Dolcedo (IM)                               |
| Morando Neivese                          | Davide Barroero   | Neive (CN)                                 |
| Bcc Pianfei Compral Pro Paschese         | Marco Fenoglio    | Madonna del Pasco (Villanova Mondovì) (CN) |
| Banca d'Alba Olio Desiderio Abrigo Ricca | Simone Adriano    | Ricca di Diano d'Alba (CN)                 |
| San Biagio                               | Andrea Pettavino  | San Biagio (Mondovì) (CN)                  |
| Cuneo Sider S.P.E.B.                     | Simone Rivoira    | San Rocco di Bernezzo (CN)                 |
| Fratelli Marchisio Valle Arroscia        | Claudio Gerini    | Pieve di Teco (IM)                         |

## Prima Fase
|    | Club           | P    |
| -- | -------------- | ---- |
| 1  | San Biagio     | 22   |
| 2  | Bubbio         | 16   |
| 3  | Pro Paschese   | 16   |
| 4  | Alta Langa     | 15   |
| 5  | Castagnolese   | 15   |
| 6  | Neivese        | 12   |
| 7  | Caragliese     | 11   |
| 8  | Bormidese      | 9    |
| 9  | Valle Arroscia | 8    |
| 10 | Imperiese      | 4    |
| 11 | S.P.E.B.       | 4    |
| 12 | Ricca          | Rit. |

## Seconda Fase
|   | Club         | P  |
| - | ------------ | -- |
| 1 | San Biagio   | 36 |
| 2 | Pro Paschese | 28 |
| 3 | Bubbio       | 28 |
| 4 | Alta Langa   | 27 |
| 5 | Neivese      | 22 |
| 6 | Castagnolese | 15 |

|    | Club           | P    |
| -- | -------------- | ---- |
| 7  | Caragliese     | 25   |
| 8  | Bormidese      | 15   |
| 9  | Imperiese      | 14   |
| 10 | Valle Arroscia | 13   |
| 11 | S.P.E.B.       | 7    |
| 12 | Ricca          | Rit. |

## Fase Finale

### Spareggi Play-off
| Alta Langa | Caragliese   | 11-2  |
| Neivese    | Castagnolese | 11-10 |

| Alta Langa | Neivese | 11-4 |

### Finali Scudetto
| Squadra 1    | Squadra 2  | Andata | Ritorno | Spareggio |
| ------------ | ---------- | ------ | ------- | --------- |
| Pro Paschese | Bubbio     | 8-11   | 11-5    | 7-11      |
| San Biagio   | Alta Langa | 11-5   | 4-11    | 11-4      |

| Squadra 1  | Squadra 2 | Andata | Ritorno | Spareggio |
| ---------- | --------- | ------ | ------- | --------- |
| San Biagio | Bubbio    | 11-4   | 0-11    | 11-6      |

## Squadra Campione
San Biagio
- Battitore: Andrea Pettavino
- Spalla: Leonardo Curetti
- Terzini: Giacomo Vinai, Andrea Aimo
- Direttore tecnico: Riccardo Aicardi